# Empis ghigiana
Empis ghigiana är en tvåvingeart som beskrevs av Mario Bezzi 1924. Empis ghigiana ingår i släktet Empis och familjen dansflugor.
Artens utbredningsområde är Libya. Inga underarter finns listade i Catalogue of Life.